# Raluca Ioniță
Raluca Ioniță (Ploieşti, Prahova, 9 de junho de 1976) é uma ex-canoísta de velocidade romena na modalidade de canoagem.

## Carreira
Foi vencedora da medalha de bronze em K-4 500 m em Sydney 2000, junto com as suas colegas de equipa Mariana Limbău, Elena Radu, Sanda Toma.